# 米克特卡西瓦特爾

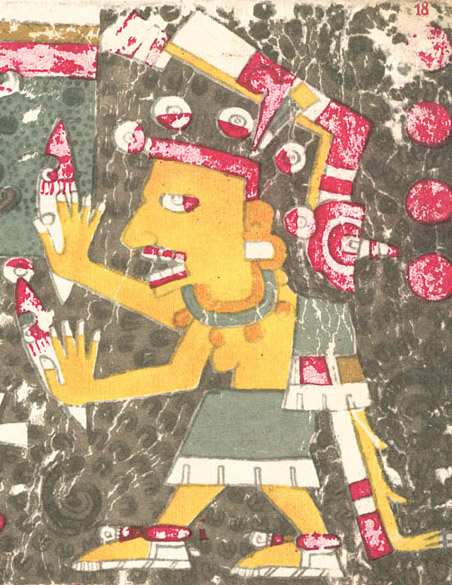
波吉亚手抄本中的米克特卡西瓦特尔

米克特卡西瓦特尔（发音为[mik.teː.ka.ˈsí.waːt͡ɬ]，意即“死亡女神”）是阿兹特克神话中米克特兰（即亡灵世界）的女王。她同其夫米克特兰特库特利一起掌管亡灵。
米克特卡西瓦特尔的职责是监管尸骨并主持古代的死亡祭祀节日。后来，这些节日结合了西班牙的传统，逐渐由阿兹特克传统节日演变成了现在的亡灵节。如今，在现代节日中也能看到她的身影。她亦被称为“死亡女神”：人们认为她刚一出生，仅仅还是个婴儿的时候便迎来了死亡。据人们描述，米克特卡西瓦特尔无肉躯，但有一个奇特的下巴，用来在白天吞噬星星。